# Ixworth
Ixworth est un village et une paroisse civile du Suffolk, en Angleterre. Il est situé à 12 kilomètres au nord-ouest de Bury St Edmunds et à 15 kilomètres au sud-est de Thetford. Administrativement, il relève du district de St Edmundsbury. Au moment du recensement de 2011, il comptait 2 177 habitants.
On y a découvert beaucoup de monnaies romaines, datant de l'époque où il s'appelait Icenorum oppidum.

## Élevage
L'éleveur Reginald Appleyard est à l'origine de la sélection, dans sa ferme de Priory Waterfowls à Ixworth, d'une race de poule, la poule d'Ixworth, et dans les années 1930, d'une race de canard, l'appleyard argenté.